# Кастильоне ин Теверина
Кастильо̀не ин Теверѝна (на италиански: Castiglione in Teverina) е село и община в Централна Италия, провинция Витербо, регион Лацио. Разположено е на 228 m надморска височина. Населението на общината е 2416 души (към 2010 г.).